# Cercle Sportif Maristes
Il Cercle Sportif Maristes (in arabo نادي الشانفيل الرياضي), anche comunemente chiamato Champville Club è una squadra professionistica di pallacanestro di Dik El Mehdi, piccola comunità del Libano, che milita nella Lebanese Basketball League, la massima categoria nazionale.
I colori sociali del club sono il blu ed il bianco. Le partite casalinghe della squadra vengono giocate presso il Champville School Stadium, una struttura situata all'interno del Collège Mariste Champville, nella cittadina di Dik El Mehdi, che può ospitare 5.000 spettatori a sedere.

## Storia
Fin dalla sua fondazione nel 1967, il Champville Club  è stato affiliato al Collège Mariste Champville, un istituto educativo privato appartenente all'istituto religioso maschile di diritto pontificio dei Fratelli maristi delle scuole attivo in Libano proprio da quell'anno.La scuola prende il nome da Marcellin Champagnat, il fondatore francese della congregazione dei Fratelli Maristi, il nome "Champville" deriva dalla frase francese "la ville de Champagnat", che si traduce in "la città di Champagnat".
Prima dell'inizio della stagione 2022-23, il club di basket ha avuto un disaccordo con la scuola, che ha portato al suo rebranding ed al cambio del nome in Cercle Sportif Maristes (CS Maristes).
Il CS Maristes ha conquistato il secondo posto in campionato in cinque occasioni, ma ha raggiunto l'apice del suo successo quando, guidata in panchina dal Ghassan Sarkis ed in campo dall'MVP del campionato Fadi el-Khatib, dal centro statunitense Samuel Hoskin e dalla guardia Elie Stephan, è riuscito ad assicurarsi una storica vittoria nella Lebanese Basketball League, il campionato nazionale, al termine della stagione 2011-2012. La squadra, dopo che aveva concluso le ultime due stagioni con una sconfitta in finale, ha condotto una stagione regolare da team che ambiva, anche in quella stagione, ad arrivare fino in fondo, concludendo al primo posto, in solitaria, con un record di 27 vittorie e 3 sconfitte. Nelle semifinali play-off ha affrontato e superato il Sagesse, vincendo in tutte le tre partite giocate, ottenendo così le tre vittore necessarie per accedere in finale. Nella serie finale, giocata al meglio delle cinque partite, si è scontrata contro l'Anibal Zahle, che aveva eliminato l'Al-Riyadi Beirut campione da sette stagioni consecutive, ma dopo aver perso gara uno in casa con il risultato di 84-69, il Champville vinse tutte le successive tre partite, rispettivamente per 90-81, 103-79 e 63-57, conquistando così il primo storico titolo nazionale.
Oltre allo storica vittoria nella Lebanese Basketball League, la bacheca dei trofei nazionali del Maristes ospita anche le due Lebanese Basketball Cup vinte nel 2004 e nel 2010, e le due Lebanese Basketball Super Cup vinte nel 2010 e 2012.
Il Champville vanta anche una vittoria in campo internazionale, grazie al trionfo alla WABA Champions Cup 2013. La squadra libanese chiuse il torneo, a cui presero parte 7 squadre dall'Asia Occidentale, con un record di 5 vittorie ed una sola sconfitta; risultati che gli permisero di concludere in testa alla classifica davanti alle due squadre dall'Iran del Foo. Mah. Sepahan e del P. Bandar Imam, che avevano concluso con lo stesso record. La vittoria finale però andò alla squadra libanese che aveva una differenza punti migliore rispetto alle altre due squadre.

## Palmarès

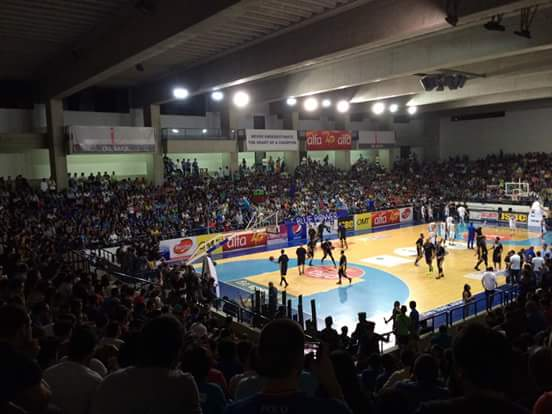
Lo stadio di casa del Champville

### Titoli nazionali
Lebanese Basketball League
- Campioni (1): 2011–2012
  - Secondo posto (6): 2000–01, 2001–02, 2003-04, 2009–10, 2010–11, 2020–21

Lebanese Basketball Cup
- Campioni (2): 2004, 2010

 Lebanese Basketball Super Cup
- Campioni (2): 2010, 2012

### Titolo Internazionali
WABA Champions Cup
- Campioni (1): 2013

## Organico

### Roster 2024-2025
Il roster per la stagione 2024-2025 
|    | Naz.                                      | Ruolo | Sportivo         | Anno | Alt. | Peso |  |
| -- | ----------------------------------------- | ----- | ---------------- | ---- | ---- | ---- |  |
| 1  | Libano (bandiera)                         | G     | Rayan Zanbaka    | 2001 | 189  | 85   |  |
| 2  | Stati Uniti (bandiera) · Siria (bandiera) | PG    | Javion Blake     | 1997 | 191  | 87   |  |
| 3  | Stati Uniti (bandiera)                    | G     | Matt Mobley      | 1994 | 193  | 84   |  |
| 4  | Stati Uniti (bandiera)                    | PG    | Rudy Massaad     | 2001 | 185  | 88   |  |
| 6  | Libano (bandiera)                         | G     | Jimmy Salem      | 1995 | 190  | 87   |  |
| 7  | Libano (bandiera) · Francia (bandiera)    | AP    | Marvin Sarkis    | 1994 | 192  | 83   |  |
| 11 | Libano (bandiera)                         | C     | Gebrael Samaha   | 2001 | 206  | 98   |  |
| 12 | Libano (bandiera)                         | AP    | Karl Fenianos    | 2006 |      |      |  |
| 14 | Libano (bandiera) · Francia (bandiera)    | AG    | Karim Ezzeddine  | 1997 | 206  | 86   |  |
| 17 | Libano (bandiera)                         | AG    | Elie Bedran      | 2002 | 203  | 100  |  |
| 18 | Libano (bandiera)                         | PG    | Suleiman Zaarour | 2006 |      |      |  |
| 21 | Stati Uniti (bandiera)                    | C     | Henry Sims       | 1990 | 208  | 112  |  |
| 24 | Libano (bandiera)                         | AP    | Michael Sadaka   | 2005 |      |      |  |

### Staff tecnico
| Ruolo                | Nome           |
| -------------------- | -------------- |
| Capo Allenatore      | Sabah Khouri   |
| Assistente           | Anthony Boulos |
| Assistente           | Elias Mouawad  |
| Team Manager         | Joe Afif       |
| Medico della squadra | Jihad Haddad   |
| Fisioterapista       | Charbel Ballan |

## Cestisti

### Giocatori famosi
- Fadi El Khatib
- Bassel Bawji
- Rony Fahed
- Ali Haidar
- Elie Mechantaf
- Joe Vogel
- Elie Rustom
- Ali Mezher
- Daniel Faris
- Nikoloz Tskitishvili
- Jeremy Pargo
- Danny Pippen
- Isaiah Austin
- Javion Blake
- Travis Trice
- Marcus Banks
- Daniel Orton
- DeShawn Sims
- Josh Gray
- Jamel Artis
- J.J. Hickson
- Reyshawn Terry
- Brandon Young
- Robert Upshaw
- Julius Hodge
- Herbert Hill
- Donté Greene
- DeWayne Jackson
- Travis Leslie
- Hamed Haddadi
- Ater Majok